# 真冬物語
『真冬物語』は、堀込泰行・畠山美由紀・ハナレグミによるシングル。2004年1月1日発売。

## 概要
- 松本隆、松任谷由実コンビが手がけた楽曲としては17年ぶりとなった。

## 収録曲
1. 真冬物語
  - 作詞：松本隆／作曲：松任谷由実／編曲：冨田恵一
2. 真冬物語（instrumental）